# Neotrichia sala
Neotrichia sala är en nattsländeart som beskrevs av Angrisano 1984. Neotrichia sala ingår i släktet Neotrichia och familjen smånattsländor. Inga underarter finns listade i Catalogue of Life.